# Aéroport de Morava
L'Aéroport de Morava (en serbe : Аеродром Морава, romanisé : Aerodrom Morava) code IATA : KVO • code OACI : LYKV, également appelé aéroport de Ladjevci (en serbe : aéroport de Ladjevci, romanisé :  aéroport de Ladjevci), est un aéroport mixte public et militaire situé à Lađevci en Serbie, à environ 15 km de Kraljevo, 25 km de Cacak et 39 km de Kragujevac.
L'aéroport a été divisé en deux parties distinctes: la 98e base aérienne de l'armée de l'air serbe a conservé le nom de Lađevci tandis que la construction d'un terminal civil porte le nom de l'aéroport de Morava.
L'aéroport a été divisé en deux parties distinctes: la 98e base aérienne de l' armée de l'air serbe a conservé le nom de Lađevci, tandis que la construction d'un terminal civil porte le nom de l' aéroport de Morava.

## Histoire
La base aérienne de Lađevci était à l'origine utilisée comme terrain d'appui pour le 98e Régiment d'aviation de chasseurs-bombardiers de la Force aérienne yougoslave basé à la base aérienne de Skopski Petrovac, en République socialiste de Macédoine. Après la dissolution de la Yougoslavie, la base aérienne de Lađevci est devenue plus active lorsque le 98e Régiment d’aviation de chasseurs-bombardiers a été transféré de Petrovac à Kraljevo. À partir de ce moment-là, à l'aérodrome, il y avait peu d'unités de la  Armée de l'air yougoslave de RF, du 98e Régiment d'aviation de chasseurs-bombardiers avec son 241e escadron d'avions de chasse et de bombardiers équipé -22 Orao avion d'attaque, 353e escadron d'aviation de reconnaissance équipé d'avions de reconnaissance  IJ-22 Orao et du 714e escadron d'hélicoptères antichars équipé de  SA.342L Gazelle Gama hélicoptères d'attaque. Lors du bombardement de la Yougoslavie par l'OTAN en 1999, l'aéroport et la piste ont été gravement endommagés.

### Développements récents

#### 2006-2018
En 2006, le gouvernement de Serbie a commencé la conversion de l'aéroport en trafic civil. Dans la première phase, la nouvelle tour de contrôle (celle-ci ayant été détruite en 1999 par les bombardements de l’OTAN) a été construite. Puis, en 2011, un nouveau terminal a été construit, capable de desservir les vols passagers et cargo. Cette étape devrait être suivie de la deuxième phase - élargissement et extension de la piste existante, actuellement de 30 mètres de large sur une largeur de 45 mètres et d'une longueur de 2 750 mètres (9 022 pieds), l’aéroport pourra accueillir le plus grand avion de transport de passagers ou cargo.
Le premier avion de passagers à l'aéroport de Morava a atterri le 4 octobre 2011; Jat Airways ATR 72-202 a invité le président de l'époque Boris Tadić avec d'autres représentants du gouvernement à assister à une conférence de presse concernant l'effort de redressement après le  de Kraljevo de 2010 ]. Jat Airways planned to introduce regular traffic between Kraljevo and Istanbul in 2012, mais cela ne s'est jamais matérialisé.

#### 2018 – présent

Intérieur du terminal

À partir de 2017, l'aéroport de Morava pourrait devenir un aéroport international si des efforts supplémentaires étaient déployés. Le gouvernement serbe a annoncé l'ouverture de l'aéroport de Morava à Kraljevo le 28 juin troisième aéroport commercial du pays après Belgrade et Niš. Wizz Air avait précédemment exprimé son intérêt à desservir l'aéroport de Morava et avait déclaré qu'il "surveillait l'évolution de la situation". En outre, le gouvernement serbe avait précédemment annoncé sa volonté de conclure un accord de partenariat public-privé avec une société allemande qui exploiterait des services allant de Kraljevo à Francfort et à Istanbul. Le nom de l'entreprise n'a pas été précisé. En outre, une partie du district de Raška, dans lequel se trouve Kraljevo, entretient des liens historiques étroits avec la Turquie et une partie de la population locale devrait utiliser cet aéroport, au lieu de Pristina, pour ses futurs vols à destination d'Istanbul.
En dépit des annonces du gouvernement serbe selon lesquelles un plus gros avion, le Boeing 737, atterrirait le jour de l'ouverture (28 juin 2019), cela n’est pas arrivé. Comme il y a 8 ans, un ATR 72-500, un bimoteur à turbopropulseur, a atterri et a emmené les dignitaires sur un vol spécial.

## Situation
| Belgrade Niš Morava |

## Compagnies aériennes et destinations
L'aéroport de Morava a été officiellement ouvert le 28 juin 2019.
Certains rapports antérieurs suggéraient que plusieurs transporteurs introduiraient des vols réguliers au départ de l'aéroport. À ce moment-là, on estimait pouvoir accueillir environ 20 000 passagers en 2019 et entre 100 000 et 150 000 en 2020 .
Dans la perspective des nouveaux services, l’Association du transport aérien international (IATA) a officiellement attribué à l’aéroport de Morava son identificateur de lieu à trois lettres - KVO ..

### Passagers
| Compagnies | Destinations                                         |
| ---------- | ---------------------------------------------------- |
| Air Serbia | Istanbul En saison : Thessalonique-Makedonía , Tivat |

Édité le 17/01/2020  Actualisé le 13/02/2023

## Statistiques
Pour des raisons techniques, il est temporairement impossible d'afficher le graphique qui aurait dû être présenté ici.

Voir la requête brute et les sources sur Wikidata.